# Johannes Nikolaus Claessens
Johannes Nikolaus Claessens (* um 1582 in Venray; † 1. April 1650 in Münster) war Weihbischof in Münster, Titularbischof von Akkon und münsterischer Generalvikar.

## Leben
Johannes Nikolaus Claessens entstammte einer Familie aus Venray im Herzogtum Geldern. Seine genaue Herkunft ist nicht überliefert. Am 8. August 1622, während er sich zur Ablegung des tridentinischen Glaubenseides in Rom aufhielt, ernannte ihn Papst Gregor XV.  zum Titularbischof von Akkon und machte ihn am 24. August des Jahres  zum Weihbischof in Münster. Dieses Amt übte er bis zum Jahre 1647 aus, als er aus gesundheitlichen Gründen von seinen Ämtern zurücktrat.
1623 wurde er zum Domvikar ernannt und behielt dieses Amt bis 1640. Claessens war promovierter Theologe und besaß von 1623 an ein Kanonikat in der Kirche St. Severin in Köln. Im selben Jahr erhielt er die Dechanei zu St. Ludgeri Münster.
1632 legte Claessens dem Kölner Kurfürsten und Erzbischof einen Bericht über die in Münster herrschenden Missstände hinsichtlich des Verkaufs der Domkurien vor und unterbreitete Verbesserungsvorschläge.
1634 bestellte ihn der Erzbischof gegen den Willen des Domkapitels zum Generalvikar. Claessens freundete sich während der Friedensverhandlungen zur Beendigung des Dreißigjährigen Krieges mit dem Nuntius Fabio Chigi an. Er starb an den Folgen eines Schlaganfalls und wurde im Chor der Kirche St. Ludgeri bestattet. Sein Grab ist nicht erhalten.